# Sondre Tronstad
Sondre Tronstad (Kristiansand, 26 de agosto de 1995) es un futbolista noruego que juega de centrocampista en el Blackburn Rovers F. C. de la EFL Championship.

## Trayectoria
Tronstad comenzó su carrera en el IK Start Kristiansand, de su ciudad natal, en 2012, abandonando el club, después de dos temporadas, en 2014, para fichar por el Huddersfield Town de Inglaterra.
En 2016 regresó a Noruega, fichando por el FK Haugesund de la Eliteserien, donde logró alcanzar un gran nivel.

### Vitesse
En enero de 2020 fichó por el Vitesse Arnhem de la Eredivisie.

## Selección nacional
Tronstad fue internacional sub-16, sub-17 y sub-18 con la selección de fútbol de Noruega.

## Clubes
| Club                       | País         | Año       |
| -------------------------- | ------------ | --------- |
| IK Start                   | Noruega      | 2012-2013 |
| Huddersfield Town A. F. C. | Inglaterra   | 2014-2016 |
| FK Haugesund               | Noruega      | 2016-2020 |
| S. B. V. Vitesse           | Países Bajos | 2020-2023 |
| Blackburn Rovers F. C.     | Inglaterra   | 2023-     |